# Myotis scotti
Myotis scotti är en fladdermusart som beskrevs av Thomas 1927. Myotis scotti ingår i släktet Myotis och familjen läderlappar. Inga underarter finns listade i Catalogue of Life.

## Utseende
Arten är med en kroppslängd (inklusive svans) av 82 till 90 mm, en svanslängd av 40 till 44 mm och med 37 till 41 mm långa underarmar en av de minsta medlemmar i släktet Myotis. Den har 7 till 8 mm långa bakfötter, 14 till 15 mm långa öron och en individ vägde 4,6 g. Håren som bildar den tät och lite ulliga pälsen på ovansidan är över två tredjedelar mörkbruna och hårspetsarna är kopparbrun. Undersidans päls är beige till vit med hår där endast avsnittet närmast roten är mörkbrun. Den mörkbruna nakna huden vid nosen och den mörkbruna pälsen kring ögonen bildar en tydlig ansiktsmask. Som hos alla arter i familjen läderlappar saknas hudflikar (bladet) på näsan. De mörkbruna öron är inte trattformiga och en veck vid kanten saknas. Dessutom är örats tragus kort. Hos Myotis scotti är vingarna och svansflyghuden mörkbruna. Vid svansflyghudens bakkant förekommer några borstiga hår. Svansen är helt inbäddad i svansflyghuden eller en liten del av svansspetsen står fri.
En liknande fladdermus är Myotis bocagii men den har trefärgade hår på ovansidan. Dessutom har Myotis bocagii inga borstiga hår vid svansflyghudens bakkant och fötterna är i förhållande till skenbenet längre. Arten Myotis tricolor är med 47 till 53 mm långa underarmar tydlig större.

## Utbredning
Denna fladdermus förekommer i Etiopiens högland i regioner som ligger 1300 till 2500 meter över havet. Arten vistas där i fuktiga skogar och buskskogar.

## Ekologi
En grupp med 6 vilande exemplar upptäcktes i hoprullade bananblad. Ytterligare två individer fångades med håv ovanför en buske cirka 1 till 3 meter över markytan. På grund av fladdermusens morfologiska egenskaper antas att den jagar små insekter medan den flyger fritt.

## Bevarandestatus
Skogsbruk och skogens omvandling till jordbruksmark påverkar beståndet negativt. Troligtvis förekommer flera små och från varandra skilda populationer. Hela utbredningsområdet uppskattas vara mindre än 2000 km². IUCN kategoriserar arten globalt som sårbar.